# Renault 8
La Renault 8 (o anche R8) era un'autovettura di classe medio-bassa prodotta dalla casa automobilistica francese Renault dal 1962 al 1974 in Francia e fino al 1976 in Spagna.

## Storia e caratteristiche

### Genesi del modello
Il bisogno della Casa di Billancourt di trovare al più presto una sostituta alla Renault Dauphine nacque poco dopo il lancio della Dauphine stessa, e per svariati motivi: dopo il lancio dell'erede della 4CV il pubblico diede valutazioni contrastanti sulla nuova arrivata: non furono in pochi quelli che la giudicarono brutta, ancora di più furono invece quelli che ne criticarono le scarse doti di abitabilità nella zona posteriore dell'abitacolo. Durante l'immediato dopoguerra, la 4CV fu l'auto giusta al momento giusto, ma dopo dieci anni le cose stavano cominciando a cambiare e le esigenze del pubblico stavano divenendo sempre più pressanti: la Dauphine rischiava, secondo i vertici Renault, di assicurare un successo solo parziale. In realtà, il successo che arrise alla piccola Renault lanciata nel 1956 fu tutt'altro che marginale, ed i tempi di attesa che via via si stavano allungando per possederne una dimostrarono l'infondatezza delle preoccupazioni dei vertici di Billancourt. Inoltre, indipendentemente dal felice esito commerciale della Dauphine occorreva rilanciare l'immagine della Casa francese con una vettura che garantisse risultati commerciali ancor più solidi, dal momento che in quegli anni la Casa della "Losanga" subì enormi perdite a causa del fiasco commerciale della Dauphine nel mercato USA. Pertanto l'allora presidente Renault, Pierre Dreyfus, pensò ad una nuova vettura che potesse raggiungere i tre principali obiettivi che egli si prefissava: divenire il nuovo best seller Renault in Europa, eliminare i difetti della Dauphine e avere validi sbocchi commerciali anche oltreoceano. La stampa, come sempre avida di informazioni, diede al futuro modello la denominazione provvisoria di Super Dauphine.
Per questi motivi fu avviato il Progetto 113, destinato alla realizzazione dell'erede della Dauphine. Oltre alla cancellazione dei difetti presenti nella Dauphine, la serie di specifiche impartite dal responsabile del progetto, Fernand Picard, imponeva anche prestazioni superiori ed una linea più moderna. Il telaio sarebbe stato derivato da quello della Dauphine, ma con la novità dell'impianto frenante a quattro dischi, all'epoca una vera primizia in quella fascia di mercato. Quanto al motore, ci si mise al lavoro per realizzare una nuova unità motrice: fu l'ingegner René Vuaillat ad occuparsi del nuovo motore da un litro di cilindrata che avrebbe dato l'avvio alla lunga e complessa dinastia dei motori Cléon-Fonte. In realtà, questo motore non avrebbe finito per debuttare sulla futura Renault 8, bensì alcuni mesi prima sulla Renault Floride S.
Per quanto riguarda il design, il compito fu affidato all'équipe diretta da Robert Barthaud, che cominciò subito con i primi schizzi relativi al nuovo modello, risalenti al 1958. Ma nessuno di essi convinse Fernand Picard: erano infatti stilisticamente troppo vicini alla Dauphine, dalla quale Picard e Dreyfus avevano invece in mente di affrancarsi. Secondo Dreyfus, l'ideale sarebbe stato creare una linea ispirata all'allora nuovissima Chevrolet Corvair d'oltreoceano, in maniera tale da creare un corpo vettura più facilmente digeribile anche negli USA. Ma anche stavolta l'équipe di designer del Centro Stile interno non seppe convincere Dreyfus. Fu così che nell'ottobre del 1960 il presidente della Casa francese si rivolse a un designer privato Philippe Charbonneaux, la cui fama era notevole già all'epoca e la cui firma avrebbe potuto costituire un valore aggiunto alla vettura, in modo tale da renderla ancor più accessibile al mercato nordamericano. Nel frattempo la direzione del Centro Stile Renault passò da Robert Barthaud a Gaston Juchet, il quale avrebbe fatto da tramite tra Charbonneaux ed il direttivo Renault. Fu proprio in questo periodo che vennero disegnate le linee quasi definitive del corpo vettura della nuova Renault, compreso il particolare cofano anteriore dalla linea angolare e concava. A tale proposito, va evidenziata l'ispirazione del binomio Charbonneaux-Juchet che per il cofano angolare prese spunto dal "prototipo 103" realizzato dall'Alfa Romeo, con cui la Renault aveva stretto una forte collaborazione, in quegli anni. Questa volta Dreyfus rimase soddisfatto, ma sull'onda dell'entusiasmo complicò involontariamente il compito a Charbonneaux nel momento in cui congelò le linee e ordinò i nuovi macchinari per l'assemblaggio della nuova vettura. Così facendo, Charbonneaux non poté effettuare modifiche consistenti per ultimare il disegno della futura Renault, ma dovette concentrarsi solo sui dettagli.
Inoltre vi fu un altro imprevisto: proprio in quel 1960 la Dauphine raggiunse il suo milionesimo esemplare prodotto, costringendo a rivedere il progetto in maniera tale da non nuocere alla carriera di quella vettura sulla quale erano stati nutriti fin troppi dubbi e che invece stava portando notevoli introiti alla Casa di Billancourt. In realtà non vi era molto da rivedere: posteriormente lo spazio era già migliore che non sulla Dauphine ed il motore previsto era più grande e prestante. La nuova vettura avrebbe potuto essere posizionata tranquillamente un gradino sopra la Dauphine stessa.
Intanto, già dalla fine del 1959, cominciarono ad essere effettuati i primi test, naturalmente condotti in gran segreto per non suscitare la curiosità della stampa. La vettura fu sottoposta a severi test in svariate località in tutto il mondo, nelle più difficili condizioni ambientali. Si arrivò così all'estate del 1961, quando furono rivelate le prime immagini della Simca 1000, destinata a divenire la rivale numero uno della futura R8. Pierre Dreyfus, preso in contropiede dall'imminente lancio della piccola SIMCA, lancio avvenuto con largo anticipo, cercò di far accelerare i tempi di ultimazione della nuova Renault.

### Debutto
Dopo gli ultimi ritocchi alla carrozzeria e le ultime messe a punto del comparto meccanico, si arrivò a metà del 1962, quando si poté dare l'avvio al consueto giro di presentazioni alla stampa, alle concessionarie ed infine al pubblico. Cominciò la produzione dei primi esemplari di pre-serie da destinare alle foto ufficiali ed alle presentazioni. Il 16 maggio 1962 la Casa francese inviò alla stampa gli inviti alla presentazione della nuova vettura, tenendo a sottolineare come la nuova Renault 8 non avrebbe in alcun modo sostituito, almeno inizialmente, la Dauphine, una vettura non più giovanissima come età, ma che di fatto stava continuando a raccogliere consensi e che quindi sarebbe stato assurdo togliere dal listino. Il 16 giugno 1962 la stampa specializzata si presentò a Madrid dove fu stabilita la location della presentazione e dove poté fare la conoscenza della nuova Renault. Giunta alla capitale spagnola, la stampa avrebbe potuto saggiare le doti di robustezza e comfort della nuova nata guidandola lungo le accidentate strade spagnole, in particolare quelle a ridosso delle montagne della Sierra de Guadarrama. La critica rimase positivamente sorpresa dalle doti di comfort della vettura, nonostante le pessime condizioni della rete viaria. Gli aspetti che invece non convinsero furono la linea della vettura e le finiture troppo spartane.
Appena sei giorni dopo la presentazione alla stampa, la R8 cominciò a fare capolino sulle strade francesi, stavolta in occasione della 49ª edizione del Tour de France, dove almeno 28 esemplari di R8 costituirono una carovana di apertura della celebre manifestazione ciclistica francese. Contemporaneamente, un altro centinaio di esemplari fu distribuito nei principali punti vendita della rete Renault francese per permettere ai concessionari di vederla dal vivo ed al pubblico di poterla provare in anteprima.
L'evento più atteso rimase però il Salone di Parigi, dove la R8 fece finalmente il suo debutto ufficiale a fianco della giovane R4, delle già collaudate ma ancora apprezzate Dauphine ed Ondine (in versione normale e Gordini, e, per la sola Dauphine, della debuttante 1093, che, grazie a Gordini e all'altro preparatore Autobleu, vedeva la potenza del consueto 845 cm³ arrivare a 55 CV per oltre 140 km/h) e delle piccole sportiveggianti Floride S e Caravelle.

#### Design esterno ed interno
L'impostazione stilistica della R8 era tipica delle vetture d'inizio anni sessanta: rispetto alla Dauphine che andava a sostituire era decisamente squadrata e proponeva alcune soluzioni stilistiche originali. Osservando il frontale, per esempio, balzava all'occhio il caratteristico cofano anteriore concavo, che conferiva alla calandra un particolare disegno a V. La stessa calandra mostrava lo stemma della Renault in posizione decentrata, così da conferirle un aspetto asimmetrico. I fari erano tondi e ben evidenti. Data l'inutilità di una griglia del radiatore in posizione anteriore, i fari spiccavano infatti nettamente sul muso verniciato in tinta. La R8 era caratterizzata da superfici vetrate piuttosto ampie per l'epoca. Il parabrezza era piuttosto avvolgente e garantiva una buona visibilità. Piuttosto squadrata anche la linea di fiancata, percorsa da una nervatura longitudinale che l'attraversa completamente. Circa un palmo più in alto, una scanalatura molto leggera faceva altrettanto, correndo parallelamente alla nervatura. Sul sottile montante anteriore sinistro trovava posto lo specchietto retrovisore esterno, sistemato però a metà montante anziché alla base, come normalmente avviene. Molto massicci i montanti posteriori, mentre i passaruota, sia anteriori che posteriori, riprendevano la squadratura dell'intero corpo vettura. La coda è invece caratterizzata da un lunotto abbastanza avvolgente e da una griglia per il raffreddamento del motore. I fari posteriori sono trapezoidali a sviluppo orizzontale. Anche i paraurti, sia anteriore che posteriore, sono piuttosto avvolgenti.
L'abitacolo della R8 era più spazioso di quello della Dauphine, specie nella zona posteriore, ma il punto forte della R8 era il comfort dei suoi sedili, specialmente quelli anteriori: essi furono realizzati dai designer Renault in collaborazione con un medico, un certo dottor Wiesler che seppe indirizzare al meglio quelle che erano le esigenze di postura e comodità del passeggero che si sarebbe accomodato all'interno della vettura. I sedili furono progettati in maniera tale da essere parte integrante delle sospensioni, così da partecipare assieme ad esse all'assorbimento delle vibrazioni e degli scossoni. Il cruscotto della R8 era piuttosto semplice e lineare: dietro al volante a due razze trovava posto il tachimetro a sviluppo orizzontale, mentre al centro della plancia erano alloggiati due strumenti circolari, l'indicatore di carica della batteria e quello della temperatura dell'acqua. Un vano portaoggetti apribile era alloggiato invece sul lato destro della plancia. Tutt'altro che notevole era invece la capacità del bagagliaio, sistemato anteriormente: la presenza dei passaruota ne riduceva la capacità a soli 250 litri.

#### Struttura, meccanica e motori
La R8 era caratterizzata da un'impostazione meccanica del tipo "tutto dietro", vale a dire con motore posteriore, in questo caso a sbalzo, ossia dietro al retrotreno, e con trazione posteriore, una soluzione già sperimentata sui due modelli che l'hanno preceduta, ossia la 4CV e la Dauphine. Il telaio a scocca portante era costituito da un pianale a cui erano saldati gli elementi della scocca mediante punti elettrici. La meccanica telaistica proponeva una novità di rilievo, ossia l'impianto frenante a quattro dischi, inedito su questo genere di vetture. Le sospensioni erano a ruote indipendenti (quelle posteriori con bracci oscillanti) ed erano state riviste in funzione di un maggior comfort di marcia, obiettivo pienamente centrato dai progettisti.
Il motore della R8 che debuttò a Parigi era un'altra novità: introdotto solo alcuni mesi prima sulla Floride S, tale motore fu proposto anche sulla R8 in autunno e si trattava del primo esponente della famiglia di motori Cléon-Fonte, caratterizzato dalla testata in alluminio e da una cilindrata di 956 cm³. Tale motore, siglato 689-98, era montato posteriormente sulla versione base, nota come R1130: la sua potenza massima raggiungeva 48 CV SAE (40 CV DIN) a 5200 giri/min. L'alimentazione era affidata ad un carburatore monocorpo Solex o Zenith. Alla novità del motore in sé si mescolavano tuttavia anche soluzioni antiquate: rimanendo nell'ambito del motore, fu infatti conservata la distribuzione con albero a camme laterale, mentre spostandosi verso la trasmissione, era possibile avere un cambio a sole 3 marce, benché tutte sincronizzate, oppure un cambio a 4 marce, delle quali però la prima non era sincronizzata. L'ideale, secondo la critica dell'epoca, sarebbe stato un cambio a 4 marce tutte sincronizzate.

### Evoluzione
La produzione fu avviata, come già detto, nel maggio 1962, presso lo stabilimento Renault di Flins-sur Seine, vicino a Parigi ed alla sede centrale di Billancourt, dove però sarebbero state prodotte unicamente le versioni di base e solamente per i primi cinque anni. Pierre Dreyfus fece investire enormi cifre per la produzione della R8, a partire da quelle stanziate per l'ampliamento dell'impianto, portato a ben 353 000 m² di superficie, in maniera da ospitare più linee di produzione. Al momento del suo debutto, la R8 si scontrò subito con la Simca 1000, molto simile nell'impostazione meccanica generale: seguiva anch'essa lo schema meccanico "tutto dietro" ed era anch'essa dotata di un motore da 1 litro di cilindrata. Ma anche oltre confine la concorrenza era feroce e contava vetture affermate come la Fiat 1100 o ancor più la Opel Kadett, meccanicamente differenti dalla R8 in quanto il motore era posizionato anteriormente.
Inizialmente la produzione andò a rilento, probabilmente perché il pubblico aveva bisogno di tempo per abituarsi alla nuova vettura: furono 15 000 gli esemplari prodotti tra maggio e settembre. Solo dopo la presentazione a Parigi, i ritmi divennero più sostenuti. Fin dalla presentazione alla kermesse parigina, la R8 fu proposta anche con un cambio automatico Jaeger a tre rapporti e con attuazione mediante dispositivo elettrico, ma tale soluzione non troverà un gran numero di estimatori. Ciononostante, tale versione continuò ad essere mantenuta in listino per lungo tempo.
Nel febbraio del 1964 venne lanciata la 8 Major con motore da 1108 cm³ mutuato dalla Caravelle, motore in grado di raggiungere una potenza massima di 50 CV SAE (46 CV DIN). Tale versione fu voluta dalla Casa francese per calmare i detrattori, i quali accusavano la R8 di base di essere troppo modesta come prestazioni e troppo vicina alla Dauphine dalla quale voleva invece distaccarsi. La 8 Major era inoltre caratterizzata da una dotazione più completa, tra cui l'adozione della moquette sul pavimento, delle luci leggi-mappa e dei sedili reclinabili e maggiori dettagli cromati all'esterno. Era anche presente un cambio a 4 marce interamente sincronizzato. Alla fine dello stesso anno venne presentata la versione sportiva Gordini, con lo stesso motore della Major, ma notevolmente potenziato grazie all'esperienza dell'équipe guidata da Amedeo Gordini. Tale versione nacque per dare un'erede alle versioni sportive della 4CV e della Dauphine, sulla spinta dei primi successi sportivi ottenuti da alcuni piloti privati con le versioni più tranquille della nuova Renault. Disponibile solo in livrea "Blue France" con strip bianche su cofani e tetto e fari supplementari, la R8 Gordini fu impiegata con grande successo nei rally. Erano anche presenti, come sulle Dauphine ed Ondine Gordini, ammortizzatori posteriori doppi e maggiorati, per adeguare la nuova versione alla maggiore potenza disponibile.
A settembre la 8 Major lasciò il listino, rimpiazzata dalla Renault 10. Sempre nel 1965, la R8 cominciò ad essere prodotta anche in Spagna dalla FASA-Renault di Valladolid, singolarmente, fornita di freni a tamburo posteriori.
Nel giugno del 1966 la Renault 8 Gordini ricevette un nuovo motore da 1255 cm³, in grado di erogare fino a 103 CV SAE, ed un nuovo cambio a 5 marce, con la possibilità di scegliere fra tre rapporti finali di trasmissione (corto, medio e lungo). Nello stesso anno la versione Automatic venne temporaneamente tolta dai listini: tornò un paio di anni dopo.
Il 31 agosto 1967 la versione di base, ormai veramente poco richiesta, fu tolta dai listini; il giorno seguente, al suo posto, fu reintrodotta la 8 Major, che del vecchio modello uscito di listino due anni prima ereditò solo la denominazione ed il motore. In realtà, la dotazione si avvicinava maggiormente a quella più essenziale del modello di base appena pensionato, ma altre novità la caratterizzarono e la differenziavano da esso. Il lancio della nuova Major fu infatti l'occasione per l'aggiornamento di mezza età: a cambiare furono le luci posteriori (più grandi), la plancia (la stessa della R10) e gli interni.

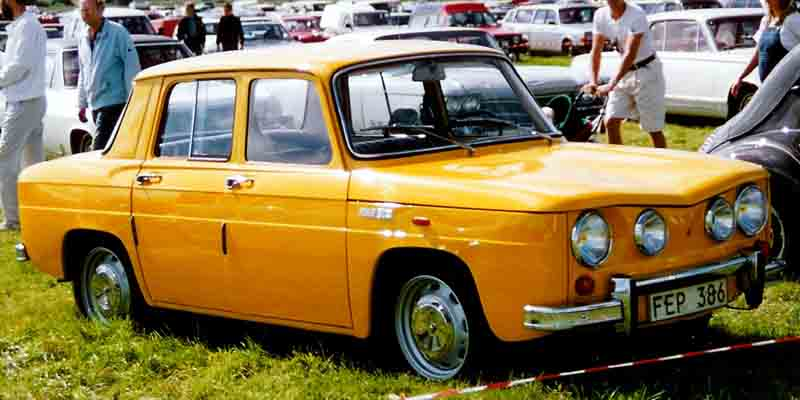
Una Renault 8 S

Un anno dopo, nel settembre 1968, fu introdotta anche la 8 S, dotata di motore 1.1 portato a 60 CV SAE (53 CV DIN) grazie all'ausilio di un carburatore doppio corpo e di un asse a camme più performante. Esteticamente la 8 S era più aggressiva, grazie alla livrea, disponibile unicamente in color giallo ed ai doppi proiettori circolari ripresi da quelli della Gordini. Anche plancia e cruscotto furono mutuati da quelli della versione sportiva top di gamma. In questo modo la vettura andava ad inserirsi tra la versione base e la Gordini. Di lì a poco, però, la 8 S venne proposta anche in altri colori. Sempre nel 1968 si ebbe anche il già citato rientro in listino della versione con cambio elettroattuato: tale versione, sebbene poco richiesta, restò in listino fino alla fine della carriera commerciale della 8.
Il 1969 fu l'anno in cui entrò in produzione la R12, più moderna e destinata nel giro di pochi anni ad affiancare e poi a rimpiazzare definitivamente sia le R8 di punta che la R10. Forse arrivò troppo presto: le vendite della R8 cominciarono a declinare, complice anche la nuova percezione del pubblico, più favorevole alle vetture tutto avanti che rapidamente stavano cominciando a diffondersi. Improvvisamente la 8, pur continuando a rimanere un'icona nell'ambito delle competizioni, divenne antiquata. La concorrenza, quasi tutta a trazione anteriore (con l'eccezione della Simca 1000, anch'essa non più giovane), si impose di prepotenza nel mercato. Tanto per fare un esempio, la Peugeot 204 divenne proprio in quel 1969 la vettura più venduta in Francia, ma anche la stessa R12, più moderna, sicura e forte dei vantaggi dello schema tutto avanti, finì per surclassare nelle vendite la pur apprezzata Renault 8.

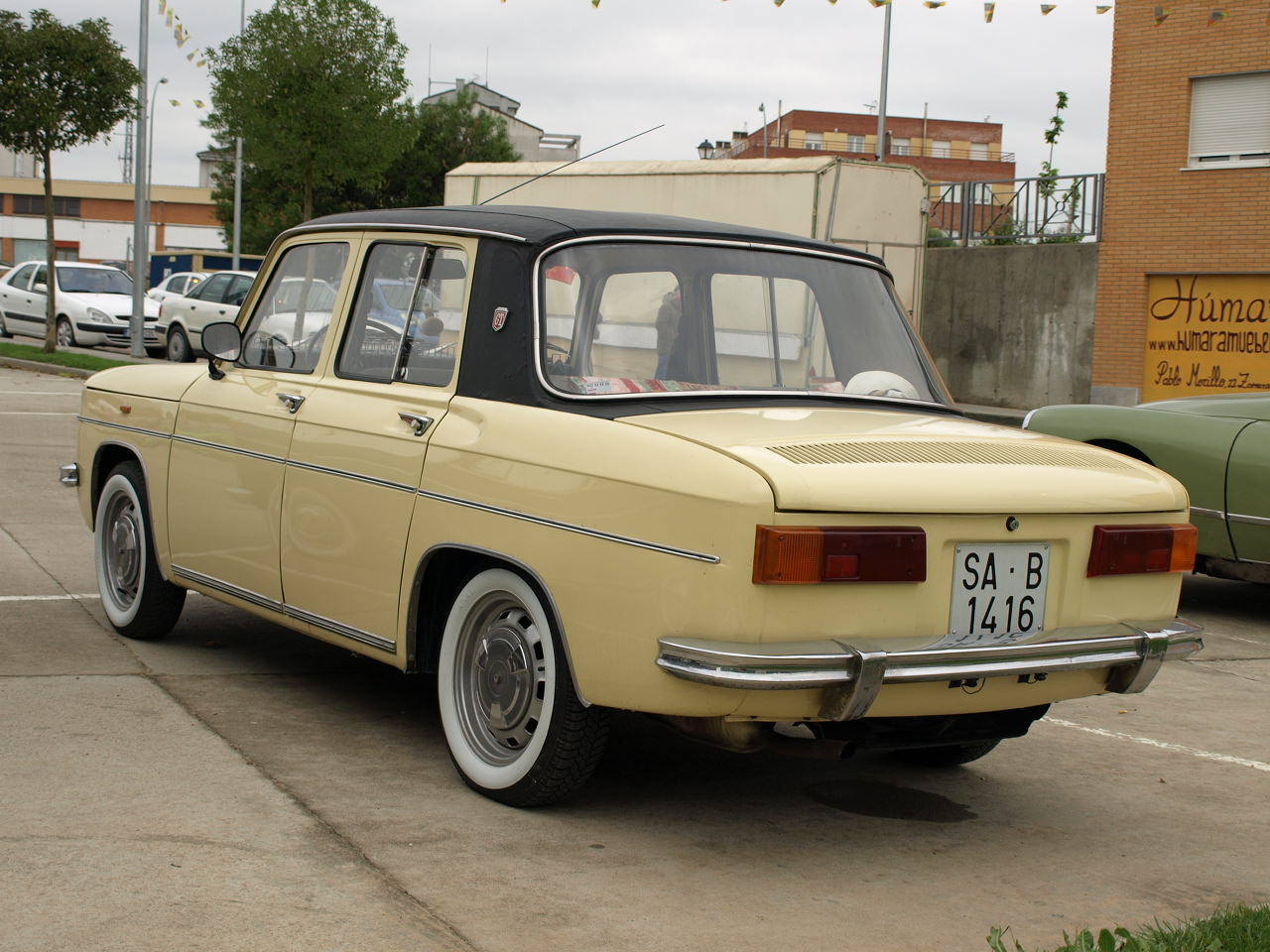
Vista posteriore di una Renault 8 prodotta in Spagna dopo il 1973

Gli anni che seguirono videro la progressiva uscita di listino delle varie versioni costituenti la gamma della 8: nel settembre del 1970 l'ultima 8 Gordini uscì dalle linee di montaggio dello stabilimento di Flins. Un anno dopo, nel 1971, fu la volta della 8 S, mentre il 31 agosto 1973 venne prodotta l'ultima Renault 8 francese. Infatti, la produzione continuò ancora per alcuni anni in Spagna, alla FASA-Renault, e addirittura in una nuova versione che gli spagnoli identificano come seconda serie. In pratica, le Renault 8 prodotte in Spagna dal 1973 erano caratterizzate da un nuovo frontale in cui il paraurti era spostato più alto, lasciando spazio per dei fendinebbia al di sotto di esso. Posteriormente, invece, vi fu l'arrivo di nuovi fari rettangolari di maggiori dimensioni e sempre a sviluppo orizzontale. Meccanicamente, invece, si differenziavano per la presenza dei freni a tamburo al retrotreno. La gamma era composta a due versioni: la versione base, equipaggiata dal motore da 956 cm³, versione che in Spagna non era mai uscita di produzione, e la 8 TS con motore da 1.1 litri e 56 CV DIN, una sorta di ibrido tra la Major e la 8 S. Le ultime Renault 8 uscirono dallo stabilimento di Valladolid nel 1976.
Nel complesso sono stati prodotti oltre 1 milione e 300 000 esemplari di Renault 8: la sua eredità sarebbe stata raccolta sia dalla già menzionata R12, che ereditò anche l'impegno nelle competizioni, sia dalla più compatta e meno sportiva R6, destinata a chi desiderava una vettura compatta e funzionale senza badare troppo alle prestazioni.

#### La R8 Gordini

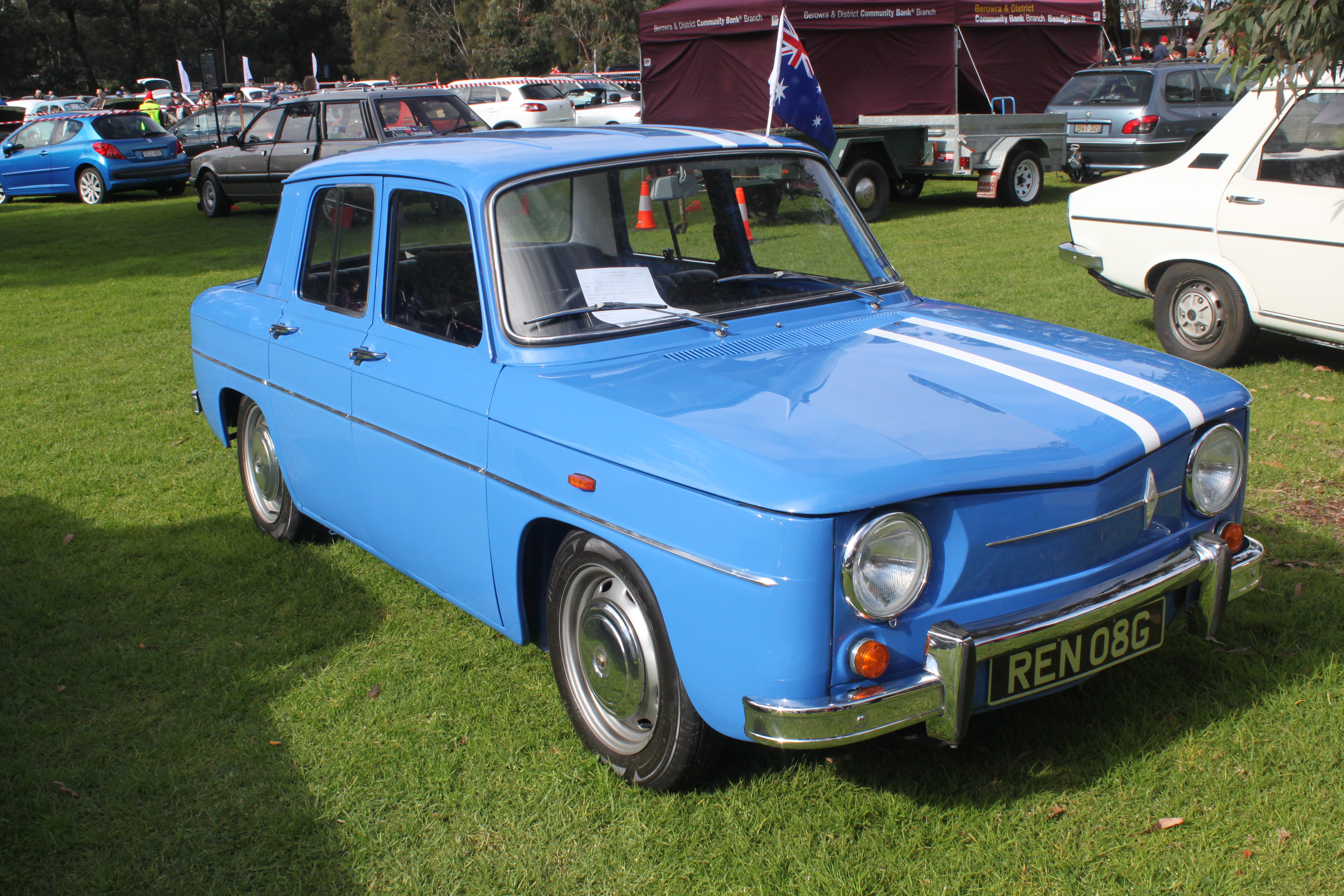
Una Renault 8 Gordini

La R8 Gordini è sicuramente la più famosa tra le Renault 8, grazie alle sue prestazioni brillanti, ma soprattutto ai suoi numerosi successi in ambito sportivo. Questa versione fu voluta dalla Casa francese sotto la richiesta del responsabile dell'attività sportiva della Renault, François Landon, il quale riportò ai suoi superiori le qualità dinamiche della vettura, qualità riscontrate durante alcune gare sostenute da piloti privati che seppero in alcuni casi portare la vettura anche ad inaspettate vittorie. Perciò nell'ottobre del 1963 fu avviato il progetto destinato alla realizzazione della nuova versione sportiva. Mentre la parte telaistica fu demandata ai tecnici Renault, il motore fu invece affidato ad Henry Frétet ed Amedeo Gordini, il “mago” di origine italiana trapiantato in Francia che già a suo tempo seppe trasformare in armi vincenti le tranquille 4CV e Dauphine. Gordini, che avrebbe dovuto utilizzare componenti forniti dalla Casa di Billancourt, preferì invece fabbricarne alcuni per conto suo, come ad esempio la testata, che egli realizzò con condotti di tipo cross-flow e con camere di scoppio emisferiche. I risultati durante i test su pista diedero ragione al progettista italiano nonostante proprio quest'ultimo avrebbe preferito che la vettura fosse rivista in funzione di un miglior raffreddamento del motore per consentire maggiori prestazioni. Ma la Renault aveva già deciso che così com'era la vettura poteva già essere messa in produzione. Fu così che al Salone di Parigi del 1964 fu presentata la R8 Gordini, equipaggiata dallo stesso motore della Major, ma con le modifiche previste da Gordini che ne innalzarono la potenza da 50 a ben 95 CV SAE, permettendo alla vettura di raggiungere una velocità massima di 170 km/h. Tra le altre caratteristiche che differenziavano la Gordini dalle altre R8, va senz'altro segnalato il retrotreno a doppi ammortizzatori idraulici, nonché il nuovo servofreno Hydrovac, già sperimentato dai privati nelle occasioni d'impiego delle prime R8 nelle competizioni. Anche nell'abitacolo non mancarono caratteristiche specifiche per la versione sportiva, tra cui la presenza del contagiri e dell'indicatore di pressione dell'olio. In occasione della presentazione, la Gordini non mancò di affascinare sia il pubblico (e soprattutto la potenziale clientela) sia la stampa, la quale ebbe anche modo di provarla confermando così le impressioni positive anche in termini di prestazioni. La sua forza stava nel prezzo relativamente contenuto a fronte di prestazioni tali da rivaleggiare con vetture di fascia più alta, tra cui, ad esempio, l'Alfa Romeo Giulia.

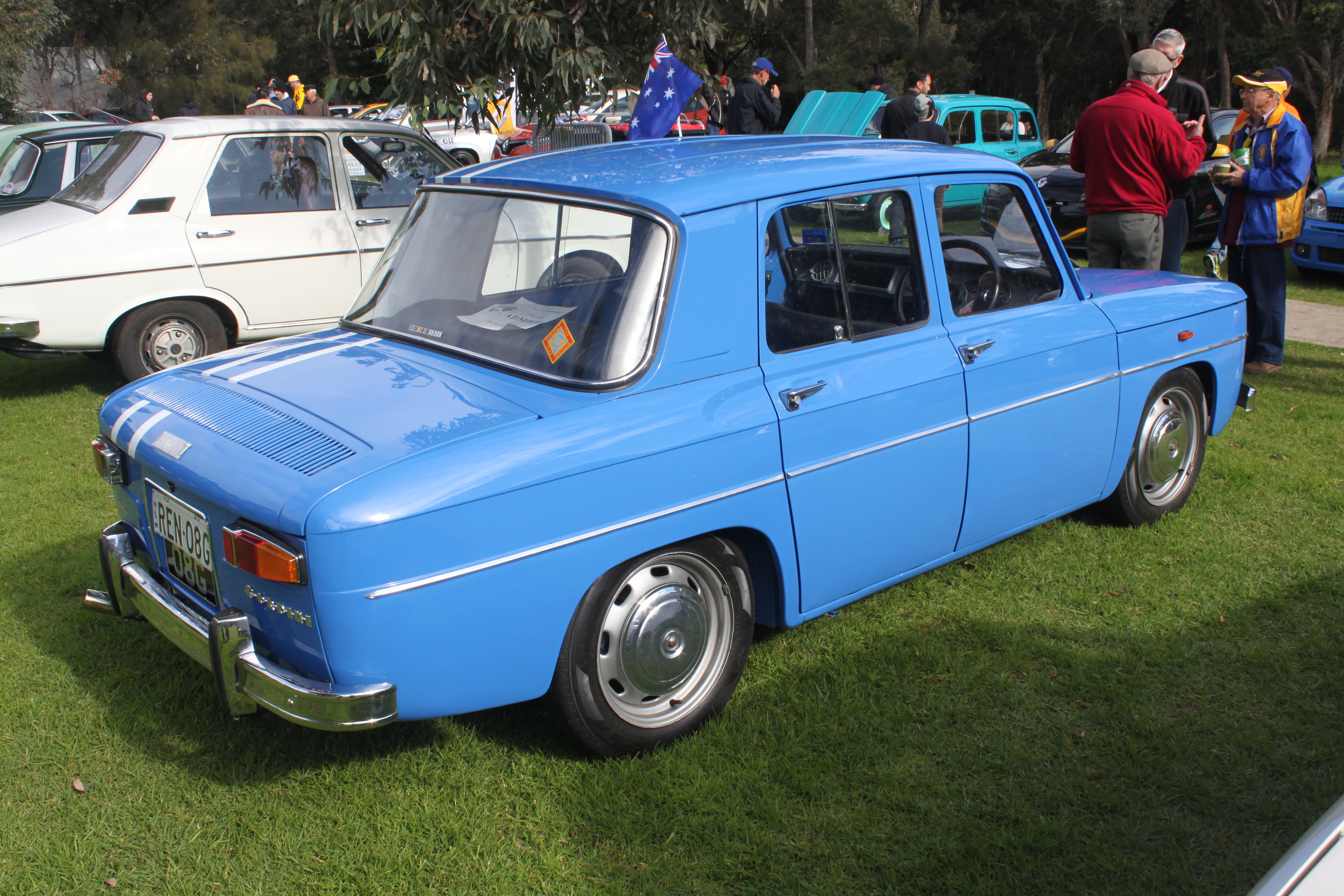
Vista posteriore

Nel mese di giugno del 1966, dopo essersi saldamente affermata sia in campo agonistico sia in quello commerciale, la R8 Gordini fu sottoposta a sostanziose rivisitazioni meccaniche e ricevette il nuovo motore 812 da 1255 cm³ con alimentazione mediante due carburatori doppio corpo e potenza salita da 95 a 103 CV SAE per 175 km/h. Ma fu soprattutto la presenza del nuovo cambio a 5 marce ad entusiasmare gli utenti con maggiori velleità sportive. La nuova Gordini fu dotata anche di due serbatoi di carburante per garantire una maggior autonomia al propulsore. Accanto al consueto contenitore da 38 litri ne fu montato uno supplementare anteriore da 25 litri. Esteticamente la versione con motore 1.3 si riconosceva dalla 1.1 per la presenza di quattro proiettori frontali invece di due. Erano disponibili 3 rapporti finali di trasmissione: lungo, medio e corto.
Interessante fu la cosiddetta "variante Alpine", cioè la berlina equipaggiata con un 4 cilindri di 1296 cmc già presente sulle berlinette di Dieppe, capace di erogare 120 CV SAE, alternativa riservata al mercato francese. Venne anche realizzato, a cura di Amedeo Gordini stesso, un esemplare unico dotato di testata a 16 valvole, conservato nel museo delle auto sportive a Le Mans e spostato solo per il periodo di un Retromobile (Salone dell'auto d'epoca di Parigi, dove fu vivamente apprezzato).
L'ultima Renault 8 Gordini uscì dalle linee di montaggio il 1º settembre del 1970: in totale ne furono prodotti 11.607 esemplari, la maggior parte dei quali (8.981 per la precisione) con motore da 1.3 litri.

#### Le altre Renault 8

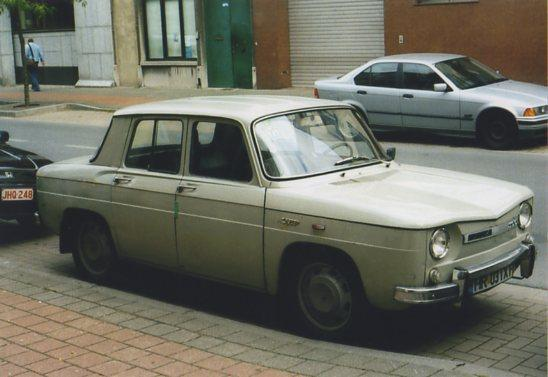
Una Dacia 1100

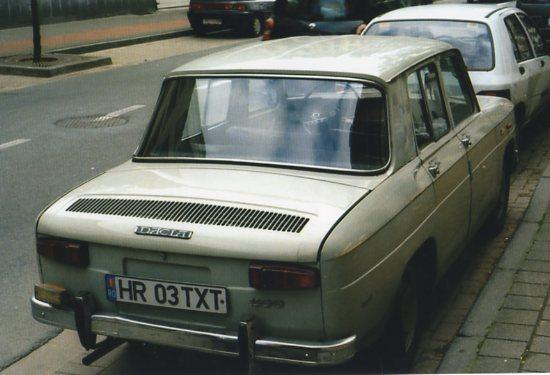
Vista posteriore

La Renault 8 fu prodotta anche per i mercati dell'Est europeo, e principalmente presso lo stabilimento Dacia di Pitești, in Romania, dove la vettura fu commercializzata con la denominazione di Dacia 1100, ed in Bulgaria, presso lo stabilimento Bulgarrenault di Plovdiv. Una volta avviata la produzione in questi due siti, rimaneva il problema di come pubblicizzarne il prodotto. In regime di cortina di ferro, la pubblicità era vietata, per cui si decise di divulgare le qualità delle vetture prodotte mediante svariate competizioni automobilistiche. In questo modo la Renault 8 dell'Est riuscì ad ottenere discreti numeri di vendita, considerando le differenti condizioni economiche cui erano soggetti i Paesi dell'Europa orientale e soprattutto le rispettive popolazioni.
Fu soprattutto in Romania che la 8 raccolse buoni consensi: si era alle fasi iniziali di quella collaborazione tra Renault e Dacia che sarebbe giunta fino a i giorni nostri, dove sono i modelli Sandero e Duster a farla da padroni nei segmenti low-cost, anche nell'Europa occidentale.
Quanto alla produzione in Bulgaria, si riuscì a produrre la vettura fino al 1970, dopodiché la Bulgarrenault fu costretta a chiudere per difficoltà finanziarie.
Cifre modeste furono anche quelle relative alla produzione della Renault 8 in Messico (stabilimento di Ciudad Sahagún), Australia (stabilimento di Heidelberg) e Belgio. Ma vi furono anche altri siti in cui la vettura fu prodotta, sebbene in piccole quantità, dal Madagascar alle Filippine, dal Portogallo al Canada.

### Riepilogo caratteristiche
Di seguito vengono riepilogate le caratteristiche relative alle varie versioni relative alla gamma della Renault 8 prodotta in Francia ed in Spagna:
| Modello | Sigla modello | Motore      | Cilindrata cm³ | Potenza CV SAE/rpm | Coppia Nm SAE/rpm | Cambio/ N°rapporti | Freni (ant./post.) | Massa a vuoto (kg) | Velocità max | Consumo (l/100 km) | Anni di produzione | Esemplari prodotti | Prezzo al debutto in FF |
| 8 | R1130         | Type 689-01 | 956            | 48/5200            | 75/2500           | M/31               | D/D                | 755                | 130          | 6.5                | 09/1962-08/1967    | 476.560            | 6.990                   |
| 8 | R1130         | Type 689-01 | 956            | 48/5200            | 75/2500           | M/31               | D/T                | 755                | 130          | 6.5                | 1965-762           | 243.697            | -                       |
| 8 Major | R1132         | Type 688-02 | 1108           | 50/4600            | 88/2500           | M/4                | D/D                | 760                | 132          | 6.2                | 02/1964-09/1965    | 557.100            | 7.490                   |
| 8 Major | R1132         | Type 688-02 | 1108           | 50/4600            | 88/2500           | M/4                | D/D                | 760                | 132          | 6.2                | 09/1967-08/1973    | 557.100            | -                       |
| 8 Major | R1132         | Type 688-02 | 1108           | 50/4600            | 88/2500           | M/4                | D/D                | 760                | 132          | 6.2                | 1972-732           | 6.602              | -                       |
| 8 Automatic | R1130         | Type 689-01 | 956            | 48/5200            | 75/2500           | A/3                | D/D                | 765                | 130          | 6.2                | 09/1962-09/19663   | - 4                | 7.690                   |
| 8 Automatic | R1132         | Type 688-06 | 1108           | 50/4600            | 88/2500           | A/3                | D/D                | 770                | 132          | 6.2                | 09/1968-08/1973    | - 5                | -                       |
| 8 S | R1136         | Type 688-09 | 1108           | 60/5500            | 81/3000           | M/4                | D/D                | 780                | 145          | 10.4               | 09/1968-09/1971    | 52.400             | -                       |
| 8 S | R1136         | Type 688-09 | 1108           | 60/5500            | 81/3000           | M/4                | D/D                | 780                | 145          | 10.4               | 1968-762           | 16.032             | -                       |
| 8 TS | R1136         | Type 688-09 | 1108           | 60/5500            | 81/3000           | M/4                | D/T                | 780                | 145          | 10.4               | 1973-762           | 16.032             | -                       |
| 8 Gordini | R1134         | Type 804    | 1108           | 95/6500            | 98/4000           | M/4                | D/D                | 795                | 170          | 10.5               | 10/1964-09/1966    | 2.626              | 11.500                  |
| 8 Gordini | R1135         | Type 812-00 | 1255           | 103/6750           | 117/5000          | M/5                | D/D                | 850                | 174          | 12.1               | 06/1966-08/1970    | 8.981              | 13.500                  |
| Note: 1A richiesta era possibile avere un cambio manuale a 4 marce oppure un cambio automatico a 3 rapporti 2Solo per il mercato spagnolo 3Fino al settembre 1964 il modello era solo una versione base con cambio automatico montato a richiesta, dopo tale data divenne un modello a parte denominato appunto R8 Automatic 4Numero di esemplari compreso nella produzione della versione base 5Numero di esemplari compreso nella produzione della versione Major |               |             |                |                    |                   |                    |                    |                    |              |                    |                    |                    |                         |

### Attività sportiva

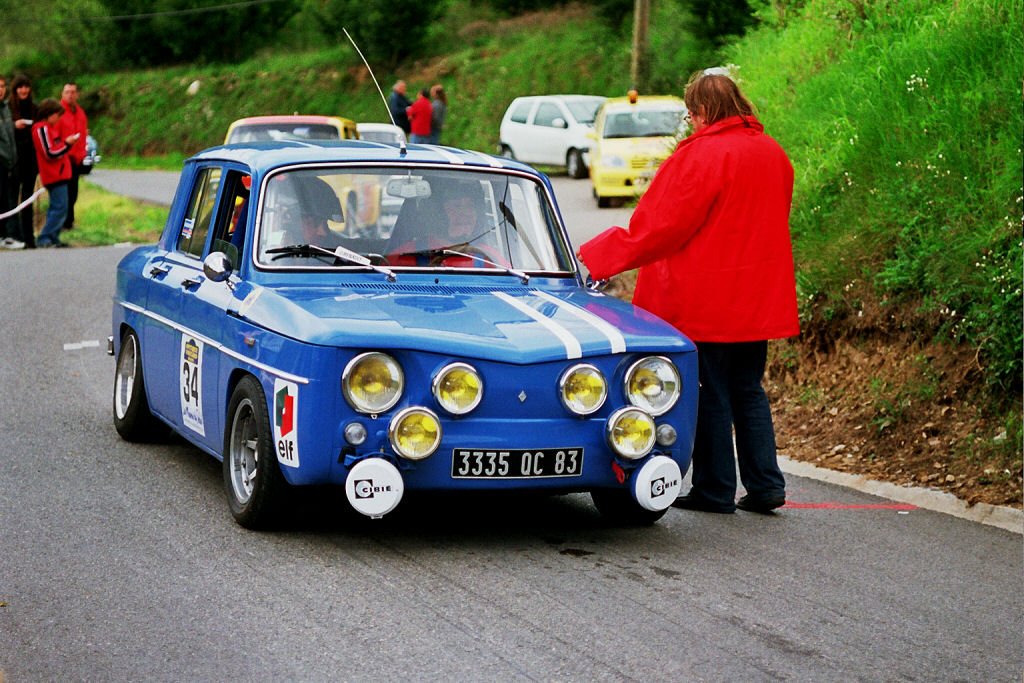
Una R8 Gordini

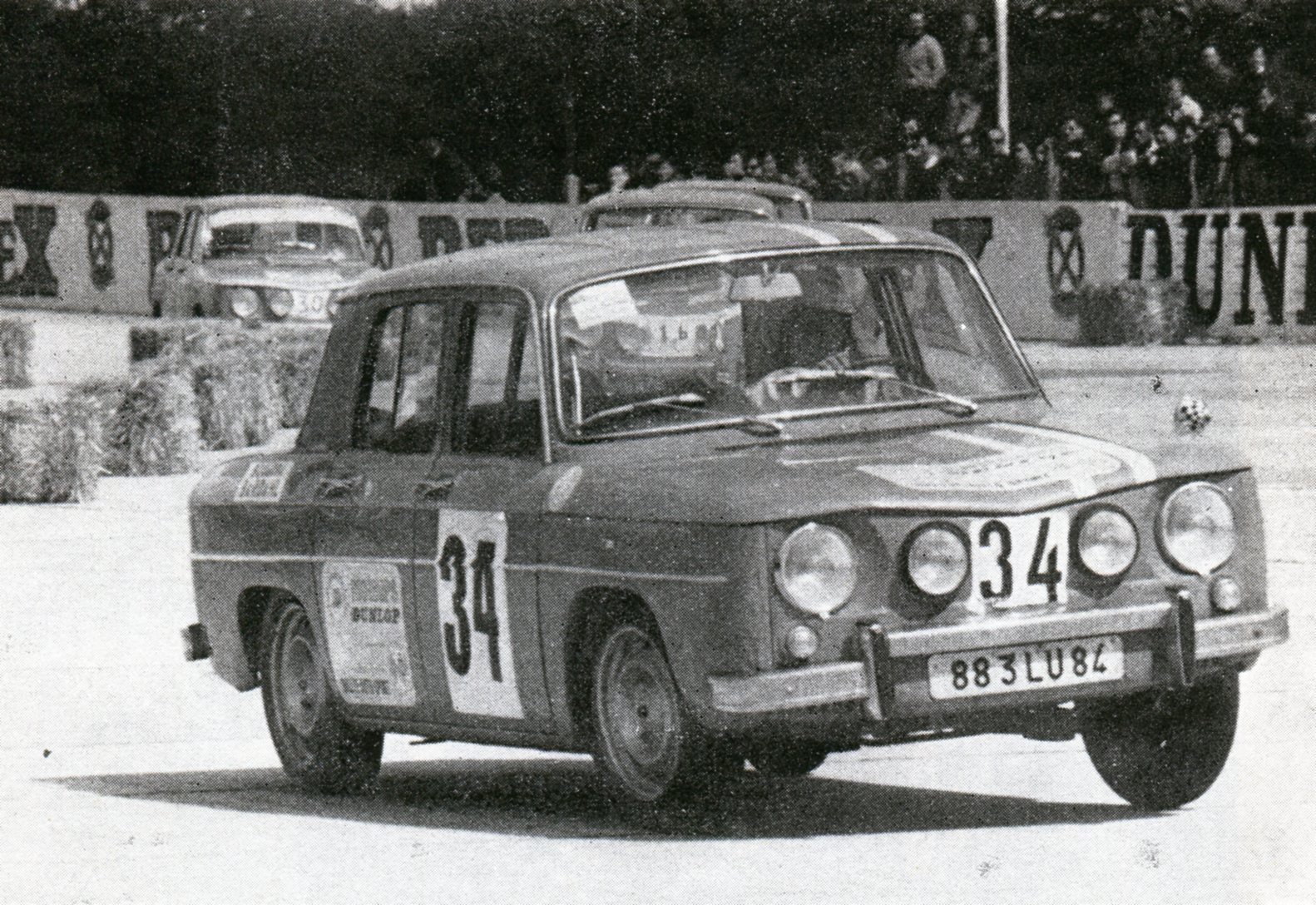
La R8 Gordini di Jean Ragnotti impegnata nel campionato monomarca

In più occasioni si è già avuto modo di sottolineare come nell'ambito dell'automobilismo la R8 si sia dimostrata una vettura vincente, grazie ai numerosi risultati di rilievo ottenuti dalla versione Gordini, impiegata in numerosi esemplari nelle competizioni. Ma anche le altre versioni più tranquille hanno avuto un loro posto d'onore nelle cronache agonistiche dell'epoca: ciò avvenne specialmente nel periodo precedente il debutto della prima Gordini. Furono infatti alcuni giovani piloti in erba ad evidenziare le buone qualità dinamiche della R8, lanciandosi in competizioni nelle quali riuscirono peraltro a raccogliere buoni risultati, come ad esempio la vittoria al Tour de France Automobile del 1963 nella categoria tra gli 851 ed i 1000 cm³.

Furono proprio questi risultati a spingere la Casa della Losanga a realizzare una versione sportiva della R8 che potesse meglio inserirsi nel quadro dell'impiego nella competizioni. In questo contesto va quindi inquadrata la nascita della Gordini. Una tra le più massacranti competizioni che vide impegnate le prime R8 fu la Liegi-Sofia-Liegi, dalla quale la Casa francese trasse tutti gli insegnamenti fondamentali per la realizzazione della nuova versione sportiva.
Quanto al palmarès sportivo della R8 Gordini, esso è segnato principalmente dalle vittorie al Tour de Corse negli anni 1964, 1965 e 1966, ai Rally del Marocco e di Praga del 1968, al Rally della Polonia ed al Rally di Montecarlo del 1969. Inoltre, sono da ricordare il Rally di Gerona del 1965 in cui la R8 di DeCamps-Vidal giunse seconda e la stessa competizione nell'edizione del 1971, in cui la R8 Gordini di Sallent-Sabater si aggiudicò il primo posto. Numerose le vittorie ottenute nelle varie competizioni a livello regionale che si svolgevano settimanalmente, nelle quali la R8 vinceva molto spesso. Inoltre, non vanno dimenticate le varie edizioni di trofei monomarca riservati alla R8 Gordini, che fecero da scuola a diversi piloti esordienti, tra cui Robert Mieusset. Più in generale, la R8 Gordini funsero da trampolino di lancio per piloti quali Jacques Laffite, Jean Ragnotti, Jean-Luc Thérier, Bernard Darniche e Jean-Claude Andruet.

Tra le R8 più particolari impiegate nelle competizioni ne va ricordata senz'altro una, prodotta in esemplare unico e voluta dal responsabile corse della Renault, François Landon, il quale fece rivisitare il motore da Henri Frétet, ma soprattutto fece abbassare notevolmente il tetto per favorire la penetrazione aerodinamica.
Per finire, va ancora ricordato che la base della R8 servì anche come punto di partenza per realizzare nuove vetture sportive più evolute. Dalla R8 nacque infatti la Alpine-Renault A110, prima capostipite delle successive A110 che riporteranno innumerevoli successi a livello mondiale.